# Sari-d'Orcino
Sari-d'Orcino é uma comuna francesa na região administrativa de Córsega, no departamento de Córsega do Sul. Estende-se por uma área de 22,09 km². 